# Eteinopla obscura
Eteinopla obscura är en fjärilsart som beskrevs av De Lajonquière 1979. Eteinopla obscura ingår i släktet Eteinopla och familjen ädelspinnare. Inga underarter finns listade i Catalogue of Life.